# Rave

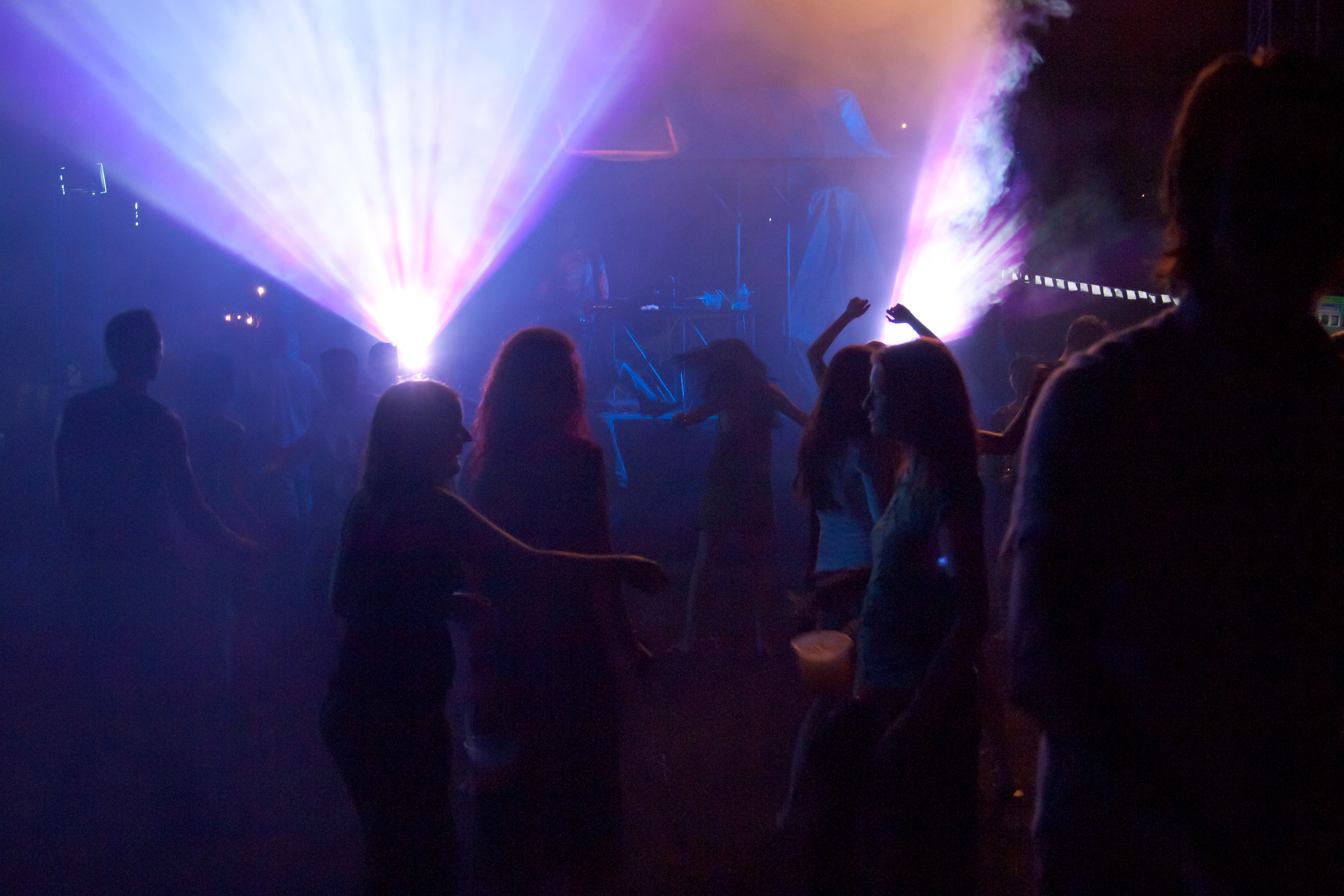
Impreza rave w Ko Chang w Tajlandii

Rave – całonocna impreza, podczas której DJ-e i inni artyści wykonują muzykę elektroniczną. W latach 60. slangowego określenia rave używali pochodzący z Karaibów mieszkańcy Londynu jako określenie imprezy. W późnych latach 80. termin ten zaczął funkcjonować jako określenie subkultury, która wyrosła z ruchu acid house w Chicago i Nowym Jorku, po czym rozwinęła się na scenie klubowej w Wielkiej Brytanii.
Dostępność narkotyków (głównie ecstasy) spowodowała, że rave stał się obiektem krytyki zarówno przez wymiar sprawiedliwości, jak i rodziców młodzieży należącej do ruchu.

## Etymologia
Rave to muzyka z charakterystycznym beatem tworzonym przez uderzenia w perkusję w liczbie 115 do 160 uderzeń na minutę. Na imprezach rave dominują takie gatunki muzyki, jak: techno, house, jungle, dubstep, drum and bass, breakbeat, acid, trance, hardstyle, tribal czy ambient. Muzykę z beatem od innych gatunków odróżnia przede wszystkim fakt, że beat stosowany jest jako narzędzie hipnotyzujące. Część fanów twierdzi, że muzyka ta wprowadza w swoisty rodzaj transu.
Przewodni beat powstaje dzięki perkusji, natomiast sprzęt muzyczny (sampler, syntezator, wielośladowy magnetofon cyfrowy) pozwala uzyskać pożądaną głębię brzmienia oraz wielowarstwowy dźwięk. Muzyka jest zmiksowanym połączeniem dowolnych utworów pochodzących z różnych gatunków muzyki – od muzyki poważnej przez jazz, rap po pop. Wykorzystywane są również odgłosy natury, brzmienia industrialne czy etniczne.

## Historia

### Lata 80.
Główny nurt rave’u zaczął się w latach 80. jako wynik, reakcja i bunt przeciwko trendom w muzyce pop, kulturze nocnych klubów i komercjalizacji radia. Imprezy rave odbywały się przeważnie w magazynach lub wynajętych halach. Aby kontrolować i ograniczyć imprezy rave, policja i lokalne władze ogłosiły je nielegalnymi, co skutkowało przeniesieniem imprez do klubów nocnych i amfiteatrów. Prawnie zabroniono również pewnych typów mody rave oraz niektórych akcesoriów. Początkowa organizacją i promocją imprez zajmowało się niewiele firm (Brotherhood of Boom, Mushgroove, Freebass Society, Pure). Promocja odbywała się poprzez rozdawanie ulotek oraz biuletynów.
Prawo wymusiło na agencjach wzrost zainteresowania rave’em, a zachowanie w tajemnicy miejsca imprezy decydowało o jej sukcesie. Organizatorzy reklamowali imprezy wyłączenie drogą z ust do ust lub ujawniali datę i miejsce imprezy jedynie subskrybującym listę e-mailową. Niektóre imprezy zaszły tak daleko w konspiracji, że podawane były serie wskazówek lub punktów kontrolnych, które prowadziły do miejsca imprezy.
We wczesnych latach 80. do rave zaliczano zarówno imprezy w klubach pełnych ecstasy, takie jak NRG, jak też wolne od narkotyków, np. The Music Institute w Detroit. W połowie lat 80. do klubów wkroczyła muzyka psychodeliczna i inne odmiany muzyki dance: acid house i techno. Początkowe imprezy rave były zwane The Acid House Summers. Był to główny nurt, który przyciągał uwagę tysięcy ludzi (nawet do 25 000 zamiast 4000 gromadzących się wcześniej w magazynach). Hałas i zamieszanie jakie powodowały tysiące ludzi pojawiających się na wiejskich terenach wywołały skandal w mediach. W Wielkiej Brytanii politycy wypowiadali się przeciw imprezom rave’owym i podnosili kary za ich organizowanie do 20 000 funtów i 6 miesięcy pozbawienia wolności. To, wraz z ecstasy, zakończyło wczesny rave.
Wczesna scena rave’owa przeniknęła również do podziemia w niektórych miastach Kanady i USA jak Montreal, San Francisco czy Los Angeles. Tak jak słowo określające tę imprezę, scena rave szybko rozprzestrzeniła się na inne miasta, takie jak San Diego czy Nowy Jork oraz na większe miasta Europy.
Zamykanie nielegalnych imprez sprowadziło rave na obrzeża miast. Słowo rave przyjęło się jako opis tych półspontanicznych imprez weekendowych, w Londynie na przykład odbywających się w różnych miejscach poza autostradą M25 Orbital (od nazwy tej autostrady wziął swą nazwę zespół Orbital).
W kilku książkach opisujących rozwój sceny rave Genesis P-Orridge z Psychic TV jest często nazywany pionierem sceny rave. Psychic TV zrealizowało kilka wczesnych albumów z gatunku acid house.

### Lata 90.
Rave stał się globalnym fenomenem w latach 1989–1992, głównie dzięki ludziom, którzy przybywali z daleka, aby brać udział w imprezach rave, a następnie sami organizowali takie imprezy w swojej okolicy. W połowie lat 90. znaczące firmy sponsorowały imprezy rave i dopasowywały scenę muzyczną i modę do swojej oferty reklamowej, tym samym ją komercjalizując.
W 1994 w Wielkiej Brytanii zaostrzono prawo, dając policji więcej uprawnień w przeciwdziałaniu imprezom typu rave i protestom Odzyskajmy ulice (ang. Reclaim the Streets). Policja miała prawo aresztować obywateli przygotowujących imprezę rave (2 lub więcej osób), czekających na rozpoczęcie rave’u (10+) lub uczestniczących w imprezie rave (100+). Dawała również służbom mundurowym prawo zatrzymywania osób podejrzewanych o zmierzanie na rave, w promieniu 5 mil od planowanego miejsca imprezy, i skierowanie ich w innym kierunku; za niesubordynację może być wystawiony mandat w wysokości 1000 funtów.
Kultura rave stała się częścią ruchu młodzieżowego. DJ-e i producenci muzyki elektronicznej ogłosili istnienie kultury rave, a muzykę elektroniczną przedłużeniem rock and rolla. Na scenie rave pojawił się zespół Scooter, który wylansował wiele hitów w stylu rave, min. Hyper Hyper, I'm Raving, Move your ass!, dzięki którym rave stał się popularny wśród szerokiej publiczności. Kolejni znani wykonawcy to RMB, Dune, Raver's Nature, Marusha i wielu innych. Doroczna Parada Miłości w Berlinie w latach 1997–2000 zgromadziła ponad milion osób.

### 2000
W roku 2000 nielegalne imprezy nadal istniały, jednak mniejsze, a liczba legalnych wciąż rosła. Kilka stałych na scenie rave, włączając wzmacnianą elektronicznie muzykę dance, bujne życie towarzyskie oparte na etosie hasła PLUR – pokój, miłość, wspólnota i szacunek (ang. Peace, Love, Unity, and Respect), miały wpływ na zrównanie muzyki rave i wolności w tańcu z braniem narkotyków takich jak ecstasy, speed, ketamina. Wzrost liczby zażywających kokainę, mającej przewagę nad zanieczyszczonymi tabletkami ekstazy, oraz organizacje przestępcze zostały przypisane kulturze rave pomimo tego, że czystych imprez znów było coraz więcej.
Muzyka rave i subkultura z nią związana przeżywała okres stagnacji począwszy od końca lat 90. Na początku XXI wieku termin rave i raver popadł w niełaskę w kręgu ludzi związanych z muzyką elektroniczną, głównie w Europie. Europejczycy powrócili do klubbingu. Niektóre środowiska wolały termin festiwal, inni impreza. Właściwy rave, jak Mayday, nadal istniał w Europie Środkowej; dzięki mniej restrykcyjnemu prawu rave powrócił do Wielkiej Brytanii. Tradycyjne akcesoria związane z rave’em, jak maski, smoczki czy rękawiczki nadal są popularne.
W lipcu 2005 r. w Czechach policja przypuściła obławę na CzechTek (doroczny festiwal muzyki hardtek). Ówczesny premier Czech powiedział, że uczestnicy festiwalu to "nie tańczące dzieciaki, ale agresywni ludzie", oraz że wielu z nich "to obsesyjni anarchiści", którzy "prowokują masowe demonstracje pełne przemocy, alkoholu i narkotyków, przeciwko spokojnym ludziom".
Rave powraca do dawnych dni, kiedy to imprezy organizowane były w magazynach czy klubach oldschoolowych z muzyką jungle, z DJ-ami i producentami, którzy grają muzykę korzeni rave’u oraz nagrywają nowe płyty z taką muzyką; kluby wracają do dawnych dni również w stylu wnętrz.
Scena dała początek subkulturze. Przykładowym środowiskiem subkultury rave jest społeczność, która zgromadziła się wokół strony Ravelick.com. Strona powstała, aby uczyć i informować ludzi o kulturze i scenie rave. Przestrzeń tancerzy, DJ-ów, producentów, popularyzatorów i fanów zgromadziła ponad 1,400 członków i stała się centrum Nowego Jorku dla sceny rave.

## Polska
Scena rave na dobre rozpowszechniła się w Polsce na początku lat 90. Duże opóźnienie w stosunku do Europy Zachodniej czy USA wynikało głównie z ustroju, jaki panował w Polsce, gdy rave rozwijał się i ewoluował w krajach Europy Zachodniej. Pierwsze imprezy odbywały się mniej więcej w tych samych latach w Łodzi (New Alcatraz, Blue Velvet, Węglowa) w Warszawie Horyzonty, Kotły w Krakowie. Imprezy rave organizowano także w Krzysztoforach. Mniej więcej w tym czasie zaczął rozwijać się ruch DJ-ów.
Wraz z falą undergroundowych imprez, Rave zagościł również w polskim eterze radiowym. Pierwsza audycja tego typu pojawiła się na falach stacji RMF FM pod nazwą "Technikum Mechanizacji Muzyki". Program ten powstał we współpracy dziennikarzy RMF FM Bogdana Zalewskiego i Pawła Drzyzgi, których do powstania tego formatu zainspirowała jedna z pierwszych imprez Rave w Krakowskim kino-teatrze "Związkowiec". Audycja pojawiła się na falach radiowych w roku 1994 i nadawana była aż do roku 1998, kiedy to RMF zaczął zmieniać format muzyczny stacji a w nowej koncepcji zabrakło miejsca na "klubową elektronikę". W odpowiedzi na brak tego typu muzyki w radiu, odpowiedział sam underground. Niecały rok później w Krakowie powstaje piracka stacja radiowa pod nazwą "Rave Fm" kontynuując misję TMM, nadając w eter przesłanie "Rave Społeczności" pod hasłem "nielegalna impreza w Krakowskim eterze", nawiązując nim do początków Historii Rave w Wielkiej Brytanii. Radio to w swoich programach, promowało scenę underground, DJ'i oraz imprezy. Na audycjach Rave FM pojawiło się mnóstwo DJ'i znanych z Krakowskich klubów takich jak Krzysztofory, Roentgen, Hormon czy Uwaga. Na audycjach gościem bywał sam założyciel TMM Paweł Drzyzga. Radio z krótkimi przerwami w eterze pojawia się do dziś.
Przemysł muzyczny zaczął rozwijać się na początku XXI w. Pierwsze zespoły nagrywające muzykę elektroniczną kojarzoną z rave to np.: X-rave, Poison, Tektura, Wieloryb, Kaman.
Obecnie scena i kultura rave są już dobrze rozwinięte. W Polsce można już bawić się w wielu dyskotekach (Blue Velvet, Trend, Krzysztofory, ROENTGEN). Nie brakuje również DJ-ów grających na tych imprezach. Aktywna jest również undergroundowa scena.

## Kultura rave
W USA rave rozwinął się w takim stopniu, w jakim nie było możliwe w Europie – ze względu na większe zróżnicowanie w stylach muzyki czy kulturze. W związku z tym lista poniżej odnosi się głównie do grup w USA. Założenia kultury rave to:
- Otwartość: nie osądzaj, nie potępiaj i nie przypinaj etykiety innym ludziom, którzy inaczej się ubierają, czeszą, malują, mają inne zwyczaje, inną orientację seksualną, inne preferencje muzyczne, rasę, wiek, pochodzenie czy dochody.
- Akceptacja: nie staraj się przekonywać innych o prawdziwości lub błędności zachowań innych ludzi.
- Pozytywne nastawienie: odnoszenie się do zasady, że jeśli ktoś kogoś uszczęśliwia bez robienia innym przykrości to jest to w porządku.

Raverzy porównywani są zarówno do hipisów z lat 60. jak i nowej fali lat 80., ponieważ ich założenia to brak przemocy i muzyka. Zasady te wzbogacone o inne pozwalające na bezpieczną zabawę zostały ujęte w Tekalogue.

## Symbol smiley
Historia symbolu "jednego uśmiechu" rozpoczyna się w 1963 roku, a jej twórcą jest amerykański artysta Harvey Ball. W tamtym okresie wiązany jest przeważnie z programami telewizyjnymi dla dzieci. Następnie firma ubezpieczeniowa z miasta Worcester wykorzystała ten motyw, aby zachęcić do siebie swoich klientów. W 1970 roku Bernard i Murray Spain powiązali smiley z modnym w tamtym okresie wyrażeniem "have a nice day". Smiley wtargnęło szybko do popkultury, jednak jego główna historia rozpoczyna się w późniejszych latach.
Barnzley Armitage pod koniec lat 80. był projektantem mody z firmy Child of the Jago. Wyznawał idee, jakoby wzory na jego koszulkach były pewnego rodzaju kultem. Chcąc zrobić ukłon w stronę hipisowskiego lata miłości z 1967 roku, traktowanego w danym okresie z uśmiechem i optymizmem, posłużył się wzorem smiley i w małym nakładzie wyprodukował pierwsze koszulki z tym logo. W tym samym momencie małżeństwo Danny i Jenni Rampling otworzyli Shoom, klub w Londynie, będący świątynią muzyki elektronicznej. Klub przeznaczony był dla ludzi, którzy po wakacyjnym pobycie na Ibizie, miejscu kultu nowoczesnej elektroniki, poszukiwali podobnych brzmień we własnym kraju. Ramplingowie zaobserwowali znak smiley u Barnzleya i wykorzystali go na ulotkach zapraszających do klubu. George Georgiou, twórca ulotek, przedstawił na nich smiley jako tabletki. Wzór tak podziałał na wyobraźnie młodych ludzi, że od tamtej pory był głównie kojarzony z ruchem rave i konkretną muzyką, ale także zaczął odnosić się do modnego w tamtym okresie narkotyku o nazwie MDMA, czyli ecstasy, którego używanie także było ważną częścią dla tej kultury.
Kolejnym czynnikiem na rozwój symbolu w kulturze rave był album wydany przez producenta o pseudonimie Bomb the Bass. Na okładce płyty umieścił on zakrwawione smiley, co zostało zauważone przez brytyjski magazyn muzyczny. Było to wydarzenie przełomowe. Po raz pierwszy zainteresowano się twórczością jakiegoś DJ-a. Scena podziemna powoli wzrosła do rangi popularnej, razem ze swoim symbolem. Pierwszy okres przyciągnął uwagę dziennikarzy brukowców The Sun czy The Mirror. Uzyskał również ich poparcie. Powstawało wiele wydarzeń, grup i organizacji, z których najbardziej znana była Fantazia, stworzona w 1991 roku przez Jamesa Perkinsa, sygnowana logiem smiley. Ich największa impreza o nazwie One Step Beyond odbyła się rok po założeniu i zrzeszyła 28 tysięcy ludzi. The Sun sprzedawało koszulki z logiem smiley. Później jednak sklepy zaczęły likwidować asortyment, głównie przez The Sun, który zmienił zdanie na temat kultury rave. Na początku stwierdzono, że acid house – główny gatunek muzyczny kultury rave, pochodzi od LSD. Później wydano artykuł "Evil of Ecstasy", który rozpoczął antynarkotykową wojnę. Policja rozbijała kolejne nielegalne imprezy, a ludzie, którzy stworzyli tę kulturę, przeczuwali jej koniec, spowodowany komercjalizacją.